# Tricampylomyza parvula
Tricampylomyza parvula är en tvåvingeart som beskrevs av Jean-Jacques Kieffer 1919. Tricampylomyza parvula ingår i släktet Tricampylomyza och familjen gallmyggor. Inga underarter finns listade i Catalogue of Life.